# Біла палата (фільм)
Біла палата — британський науково-фантастичний фільм жахів 2018 року, написаний та знятий Полом Рашидом. Прем'єра відбулася 5 квітня 2018 року на Брюссельському міжнародному фестивалі фантастичних фільмів, а пізніше — на Единбурзькому кінофестивалі. «Netflix» випустив фільм для потокового перегляду 29 березня 2019 року.
Фільм отримав змішані відгуки, а гра Макдональд отримала похвалу. За свою роль вона отримала шотландську премію BAFTA за найкращу жіночу роль.

## Про фільм
Доктор Ель Крайслер прокидається й виявляє що є в білій камері, де її катують за інформацію. Якої, як вона стверджує, Ель не має.

## Знімались
| Актор           | Роль |
| --------------- | ---- |
| Шона Макдональд |      |
| Одед Фер        |      |
| Амріта Ачар'я   |      |
| Шерон Моган     |      |
| Ніколас Фарелл  |      |